# Helicia kwangtungensis
Helicia kwangtungensis là một loài thực vật có hoa trong họ Quắn hoa. Loài này được W.T. Wang miêu tả khoa học đầu tiên năm 1956.